# 盧僎
卢僎（?—?），唐朝官员，出自范阳卢氏，是范阳卢氏北祖第三房卢昶的六世孙，高祖父昌樂令、徐州別駕卢士澈，父亲汝州刺史卢弘懌，吏部尚书卢从愿的三从父。
卢僎初任闻喜县尉。开元年间，内府旧书，自唐高宗时藏宫中，分类混乱，褚无量请缮录补第，唐玄宗让在东都乾元殿东厢整理，闻喜尉卢僎、江夏尉陆去泰、左监门率府胄曹参军王择从、武陟尉徐楚璧分部雠定。卢僎为集贤学士，与尹愔、陆坚、郑钦说并称。韩思复去世，唐玄宗亲题碑“有唐忠孝韩长山之墓”，卢僎作为故吏与韩思复的同乡孟浩然将碑立石岘山。卢僎官至汝州長史、吏部员外郎。